# جو كونور
جو كونور (بالإنجليزية: Joe Connor)‏ (مولود في 8 ديسمبر 1874-8 نوفمبر 1957) كان لاعب كرة سلة أمريكي.

## روابط خارجية
- جو كونور على موقع دوري كرة القاعدة الرئيسي (الإنجليزية)
- جو كونور على موقعبيزبول رفرنس.كوم (الدوري الرئيسي) (الإنجليزية)
- جو كونور على موقعبيزبول رفرنس.كوم (الدوري الثانوي) (الإنجليزية)
- جو كونور على موقع مشجعي الرسوم البيانية (الإنجليزية)